# Arheološka kultura
U arheologiji, kultura je način života koji je izgradila neka skupina ili zajednica ljudi na određenom području, a koji se prenosi s naraštaja na naraštaj; također grupa, kulturna grupa, skupina, kulturna skupina. Uključuje ponašanje, materijalne stvari, ideje, običaje, institucije, vjerovanja i dr. Ime dobiva po značajnom nalazištu (eponim, primjerice vinčanska kultura, vučedolska kultura, bjelobrdska kultura), rijeci (potiska kultura), a rjeđe prema nekim ključnim obilježjima (kultura linearnotrakaste keramike, kultura vrpčaste keramike, kultura ljevkastih vrčeva, kultura polja sa žarama). Kulturni tip je inačica, tj. lokalna podgrupa s nekim specifičnim regionalnim obilježjima (brezovljanski tip sopotske kulture). Kulturni kompleks označava skupinu kultura s djelomično zajedničkim elementima (starčevački kulturni kompleks, kompleks kultura linearnotrakaste keramike).

## Popis
Na wikipediji u kategoriji Arheološke kulture.

### Hrvatska enciklopedija Leksikografskog zavoda Miroslav Krleža
- kameno doba
- starije kameno doba
- srednje kameno doba
- mlađe kameno doba
- bakreno doba
- brončano doba
- željezno doba
- materijalna kultura
- kultura grobnih humaka
- kultura kurgana
- kultura linearnotrakaste keramike
- kultura polja sa žarama
- kultura ubodnotrakaste keramike
- kultura vrpčaste keramike
- kultura zvonolikih vrčeva
- badenska kultura
- bjelobrdska kultura
- bodrogkeresztúrska kultura
- butmirska kultura
- cetinska kultura
- cikladska kultura
- Coţofeni-kultura
- Cucuteni-Tripolje, kultura
- daljska kultura
- danilska kultura
- egejska kultura
- hatvanska kultura
- heladska kultura
- Hvarska kultura
- karanovska kultura
- kobanska kultura
- korenovska kultura
- köröška kultura
- kretska kultura
- lasinjska kultura
- lengyelska kultura
- lužička kultura
- ljubljanska kultura
- mikenska kultura
- potiska kultura
- Retz-Gajary, kultura
- sopotska kultura
- srednjobosanska kultura
- srednjodalmatinska kultura
- starčevačka kultura
- tiszapolgárska kultura
- unjetička kultura
- vatinska kultura
- villanovska kultura
- vinčanska kultura
- vinkovačka kultura
- vučedolska kultura
- Želiezovce, kultura
- Adena-kultura
- Bükk-kultura
- Dimini-kultura
- Este-kultura
- Nazca-kultura
- protosesklo-kultura
- abbevillien
- acheuléen
- moustérien
- olduvien